# الاکامیسی، انتاناریوو
الاکامیسی، انتاناریوو (به لاتین: Alakamisy, Antananarivo) یک منطقهٔ مسکونی در ماداگاسکار است که در آنتاناناریوو واقع شده‌است.